# Naoto Ogata
Naoto Ogata (緒形直人?, Ogata Naoto; Yokohama, 22 settembre 1967) è un attore giapponese.

## Filmografia

### Televisione
- Ai Inochi ~Shinjuku Kabukicho Kakekomidera~ (TV Asahi, 2011)
- Nankyoku Tairiku (TBS, 2011)
- Tengoku de Kimi ni Aetara (TBS, 2009)
- Kurama Tengu (NHK, 2008)
- Himawari (TBS, 2007)
- Fight (NHK, 2005)
- Dr. Koishi no Jiken Chart (Fuji TV, 2004)
- Sekai no chūshin de, ai o sakebu (TBS, 2004)
- Boku dake no Madonna (Fuji TV, 2003)
- Natsu no Hi no Koi (NHK, 2002)
- Pure Soul (YTV, 2001)
- Ai to wa keshite koukai shinaikoto (TBS, 1996)
- 100 Oku no Otoko (Fuji TV, 1995)
- Boku no Shushoku (TBS, 1994)
- Nobunaga (NHK, 1992)
- Tobuga Gotoku (NHK, 1990)
- Yobiko Boogie (TBS, 1990)
- Dokyuusei (1989)
- Kita no Kunikara (Fuji TV, 1989 SP)

### Cinema
- Un affare di famiglia (Manbiki kazoku), regia di Hirokazu Kore'eda (2018)

- Ashita e no Tooka Kan (2013)
- Space Battleship Yamato | Uchu senkan Yamato (2010) - Daisuke Shima
- Sayonara Natsuyasumi (2010)
- Castle Under Fiery Skies (2009)
- Hokushin naname ni sasu tokoro (2007) - Shogo Kusano
- Shinku (2005)
- Hi wa Mata Noboru (film) (2002)
- Kuihua Jie (2000)
- Pekin Genjin / Peking Man (1997)
- Ashita Heno Kakehashi / Magnitude (1997)
- Waga Kokoro no Ginga Tetsudo: Miyazawa Kenji Monogatari (1996)
- Kike Wadatsumi no Koe (Last Friends) TOEI (1995)
- Tokyo Kyodai / The Tokyo Siblings (1995)
- Tohokenbunroku (1993)
- Spain Kara no Tegami - Benposta no Kodomotachi (1993)
- Tasumania Monogatari (1990)
- Yushun (1988)